# Zingende zaag
De zingende zaag is een muziekinstrument in de vorm van een zaag. Volgens het Sachs-Hornbostel-classificatiesysteem voor muziekinstrumenten behoort het instrument tot de idiofonen.
De zaag wordt tot klinken gebracht door op het blad te kloppen (met een hamertje of met een paukenstok) of door met een strijkstok langs de rand van het blad te strijken. De laatste methode is de meest gebruikelijke. De verschillende toonhoogten worden verkregen door het blad in meer of mindere mate te buigen - hoe meer het blad gebogen wordt, des te hoger wordt de toon. Om echter een muzikaal bruikbare klank te verkrijgen, moet aan het eind van het blad ook nog een lichte tegenbuiging gemaakt worden. Het gedeelte van het blad dat tot klinken wordt gebracht, bevindt zich tussen de beide buigingen.
Vaak wordt gezegd dat het blad in een S-vorm gebogen moet worden, maar de vereiste tegenbuiging is meestal zo gering dat de S-vorm niet of nauwelijks waarneembaar is.

## Geschiedenis
Over de oorsprong van de zingende zaag doen vele legenden de ronde - houthakkers in Zuid-Amerika, óf in Scandinavië, óf in de Appalachen (Verenigde Staten) zouden hebben ontdekt dat een zaag een zingende toon kan produceren als hij op een bepaalde manier gebogen wordt. Maar het ligt voor de hand dat overal waar men een zaag gebruikt dit idee kon ontstaan, en het lijkt dan ook waarschijnlijk dat mensen in verschillende delen van de wereld onafhankelijk van elkaar deze ontdekking hebben gedaan.
Het eerste gedocumenteerde gebruik van de zaag als muziekinstrument dateert echter van het begin van de twintigste eeuw. In die periode waren er de vaudevillevoorstellingen van de "Weaver Brothers", waarin Elviry Weaver – de vrouw van Frank Weaver – optrad met een zingende zaag. Vermoedelijk was zij ook de eerste die de zaag met een strijkstok bespeelde. Omdat de leden van de Weaver-familie internationaal bekend waren (in een latere periode ook als filmacteurs), trok de act van Elviry veel aandacht. Mede hierdoor werd de zaag in korte tijd een populair instrument, niet alleen in vaudeville- en music-hallvoorstellingen, maar eveneens in de jazz, de countrymuziek en de volksmuziek van verschillende landen. Daarnaast werd het spelen op de zingende zaag een bekende act van circusclowns. Ten slotte werd het ook een geliefd instrument onder amateurs. De firma Mussehl & Westphal, die vanaf 1921 speciale muziekzagen in de handel bracht, verkocht in de jaren twintig en dertig gemiddeld zo'n 25.000 exemplaren per jaar.
In de periode daarna verminderde de aandacht voor het instrument, volgens sommigen ten gevolge van een verandering van de muzikale smaak, volgens anderen veroorzaakt door omstandigheden tijdens de crisisjaren en de Tweede Wereldoorlog. Sinds enkele decennia is er echter weer een groeiende belangstelling voor de zingende zaag, en overal ter wereld (ook in landen als Japan en China) vindt men nu bespelers van het instrument.

## Speelmanier
Meestal wordt het instrument zittend bespeeld, waarbij het handvat tussen de knieën geklemd wordt; soms wordt de zaag ook wel in een soort standaard op de grond geplaatst. In het algemeen houdt men het uiteinde van het blad met de hand vast, maar het buigen van het blad vormt - vanwege de spanning die vooral door de dubbele buiging in het blad ontstaat - vaak een grote belasting voor de hand. Daarom geven veel spelers er de voorkeur aan om het blad te buigen met behulp van een speciaal handvat; dit heeft bovendien het voordeel dat hiermee een meer precieze en snellere techniek bereikt kan worden. Omdat er nog geen universeel model bestaat, gebruiken de meeste spelers een handvat van eigen ontwerp. Alleen in Frankrijk wordt algemeen het handvat (manette) gebruikt dat in de jaren dertig door de Franse zagist Jacques Keller werd ontworpen.
Om een bepaalde toonhoogte te krijgen moet men niet alleen het blad in de vereiste kromming buigen, maar ook met de strijkstok op een bepaalde plaats van het blad strijken. Hoe lager de toon, des te meer men moet spelen in het brede bladgedeelte; hoe hoger de toon, des te meer in het smalle gedeelte. Om een goede klank te krijgen moet men bovendien loodrecht op het blad strijken, zowel loodrecht ten opzichte van het vlak van het blad als ten opzichte van de lengterichting.
Veel mensen associëren de zingende zaag met een "jammerend" geluid, en menen dat dit onverbrekelijk met het instrument verbonden is. Het "gejammer" is echter geen eigenschap van het instrument, maar een kwestie van (gebrekkige) techniek van de speler. Dit soort geluid wordt veroorzaakt door een overmatig glissando en een veel te breed ("wapperend") vibrato. Dit laatste is een gevolg van het feit dat de meeste zaagspelers een vibrato produceren door met de knie te beven of te trillen, maar velen er niet in slagen om dit op een subtiele wijze te doen. Goede zagisten tonen echter aan dat ook met een knie-vibrato een mooie klank gemaakt kan worden. Zagisten die een handvat gebruiken maken het vibrato ook wel met de hand, en dit geeft soms een beter resultaat.

## Instrument
In principe kan men op elke houtzaag spelen, hoewel alleen de ouderwetse lange zaag voldoende toonomvang heeft om op te musiceren; het korte moderne handzaagje produceert slechts enkele tonen. Maar al spoedig is men ertoe over gegaan om speciale muziekzagen te fabriceren. Hoewel de meeste sprekend lijken op een gewone handzaag, zijn deze zagen van een speciaal soort metaal gemaakt en hebben ze ook een buigzamer blad. Hierdoor hebben ze een betere klank en zijn ze ook makkelijker te bespelen. Ondanks het feit dat de muziekzagen sterk op een gewone handzaag lijken kan men er geen hout mee zagen, omdat het blad daarvoor meestal te slap is en de tanden bovendien niet gezet zijn.
In de loop van de tijd zijn er vele merken verschenen, waarvan er nu nog een stuk of tien verkrijgbaar zijn. De belangrijkste hiervan zijn: Mussehl & Westphal en Charlie Blacklock in de Verenigde Staten; Sandvik in Zweden; Feldmann in Duitsland; Parkstone in Engeland; en ten slotte de "Lame Sonore" in Frankrijk. De laatste zaag werd evenals de bovengenoemde manette ontworpen door Jacques Keller. De "Lame Sonore" wijkt uiterlijk enigszins af van de andere zagen. Hij heeft geen tanden, en in plaats van het traditionele handvat van een houtzaag heeft het een breed stuk hout waarmee de zaag tussen de knieën geklemd wordt. Om die redenen heeft Keller het instrument dan ook Lame Sonore (klinkend blad) genoemd, in plaats van het gebruikelijke scie musicale (muzikale zaag).
Hoewel de meeste muziekzagen uiterlijk sterk op elkaar lijken, zijn er voor kenners toch grote verschillen tussen de merken. Die verschillen zitten in de kwaliteit van het staal, de buigzaamheid van het blad, de dikte van het blad (0,1 millimeter meer of minder maakt al een groot verschil), de vorm van het blad (het verloop van het brede naar het smalle gedeelte) en de toonomvang van de zaag. Deze verschillen kunnen grote invloed hebben op de klankkwaliteit of op het speelgemak. Zo zijn de zagen met een dikker blad (zoals de "Stradivarius" van Sandvik en de "Lame Sonore") minder buigzaam, en daardoor wat moeilijker te bespelen. Ze hebben echter ook een wat vollere klank.
Wat toonomvang betreft kunnen zagen soms aanzienlijk van elkaar verschillen, van een omvang van minimaal twee octaven tot een omvang van meer dan drie. Hoewel in het algemeen langere zagen een grotere toonomvang hebben dan de kortere, hangt de toonomvang niet per definitie samen met de lengte van de zaag (zoals vaak wordt gedacht) maar met het verschil in breedte tussen de beide uiteinden van het blad. Hoe breder het gedeelte bij het handvat, des te lager de tonen die men kan bereiken; hoe smaller het andere uiteinde, des te hoger de tonen. Twee bladen van gelijke lengte kunnen dus een verschillende toonomvang hebben.
Dit kan duidelijk gemaakt worden door het zaagblad te vergelijken met instrumenten als de xylofoon of de vibrafoon. Deze bestaan uit een reeks staafjes van verschillende lengte, waarbij geldt: hoe korter het staafje, des te hoger de toon. Vanuit dit oogpunt kan men het zaagblad beschouwen als een reeks “staafjes” die tot één geheel zijn samengesmolten. Een staafje vertegenwoordigt dan het bladgedeelte tussen de twee buigingen dat tot klinken gebracht wordt. De staafjes worden naar het einde van het blad toe niet alleen steeds korter, maar ook steeds smaller. Dat betekent dat de plaats waar men moet strijken ook steeds nauwkeuriger bepaald moet worden. De vergelijking geeft ook aan dat de trillingen in het blad zich niet in de lengterichting van het bladvlak bewegen, maar in de breedte.
Afgezien van de toonomvang onderscheiden zagen zich ook door een hoger of lager register. Hoewel de verschillen in register niet zo groot zijn als bij sommige andere instrumenten (zoals bij de fluitfamilie het verschil tussen piccolo, gewone fluit, altfluit en basfluit), spreekt men ook bij zagen wel over een sopraan-, tenor-, bariton- of baszaag. De diepste toon van een zaag in een laag register is gemiddeld de eengestreepte c, de hoogste toon van een zaag in een hoog register gemiddeld de viergestreepte c. De Franse "Lame Sonore" onderscheidt zich van de meeste andere zagen door zijn zeer grote toonomvang, die meer dan drie octaven omvat. Daarmee verenigt deze zaag in zich vrijwel alle registers van de genoemde zaagsoorten.
Om de zaag tot klinken te brengen kan men in principe alle soorten strijkstokken gebruiken. Men vindt dan ook zagisten die met een viool-, cello- of basstok strijken, sommigen die een Chinese of andere exotische stok gebruiken, of zelfs spelers die een primitieve zelfgemaakte stok hanteren (een gebogen stuk hout, bespannen met een touw). In de praktijk blijkt echter dat een klein formaat cello- of basstok het beste klankresultaat geeft.

## Spelers

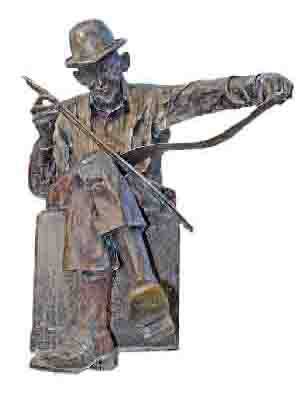
Standbeeld van Tom Scribner in Santa Cruz (USA)

Iemand die een zingende zaag bespeelt, wordt een zagist genoemd. Hoewel het merendeel van de zaagspelers amateur is, kregen ook een aantal beroepsmusici bekendheid door hun optreden met de zingende zaag. Deels waren of zijn dit vertegenwoordigers van de lichtere muziekgenres, soms echter zijn het ook musici uit de wereld van de klassieke muziek.
Marlene Dietrich was een van de bekendste bespelers van het instrument. Vooral tijdens en na de Tweede Wereldoorlog, toen ze veel optrad voor de Amerikaanse troepen, speelde ze tijdens haar voorstellingen vaak een nummer op de zingende zaag. Ook in radioshows was haar zaagspel menigmaal te beluisteren. Op internet zijn enkele fragmenten van haar spel te horen.
Een zagist van grote betekenis voor de Franse zaagwereld was de reeds eerder genoemde Jacques Keller (1900-1988). Keller was niet alleen de ontwerper van de "Lame Sonore" en van een speciaal handvat, maar schreef ook het tot dusver enige serieuze studieboek voor de zingende zaag: “La Lame Sonore”. Zijn spel trok ook de aandacht van een paar componisten, die enkele (kleine) stukken voor hem schreven. De componist Arthur Honegger werd zo zeer door zijn spel geïnspireerd dat hij in zijn opera Antigone een solo voor de zingende zaag schreef. De naam van Jacques Keller wordt in de Franse zagisten-vereniging ANDIALS dan ook in hoge ere gehouden.
Ook tegenwoordig zijn er een aantal zagisten die een nationale of zelfs internationale bekendheid hebben. In Amerika heeft David Weiss, voorheen solo-hoboïst van het Los Angeles Philharmonic Orchestra, veel succes gehad met zijn cd Virtuoso Saw (2005) en hij treedt ook vaak op met de zaag. Ook de violist Dale Stuckenbruck is als zagist bekend geworden door cd's en optredens. De New Yorkse Natalia Paruz ("Saw Lady") is een van de meest enthousiaste ambassadrices voor de zingende zaag. Behalve met optredens en het maken van opnamen (ook voor films) houdt ze zich bezig met het onderhouden van een zeer uitgebreide website waarop veel informatie over het instrument te vinden is. Enkele (ook door cd's) bekende zagisten uit andere landen zijn: Emmanuel Brun, Sylvain Pichet en Karine Safar in Frankrijk, Martin Brunsden (“Happy Martin”) in Engeland, Anneliese Ruppert en Katharina Bek in Duitsland, Elfriede Hablé in Oostenrijk en Hajime Sakita in Japan.
In Nederland is o.a Fay Lovsky bekend om haar zaagspel, dat ook op enkele van haar cd's te horen is. De celliste Annette Scholten is bekend geworden door haar optreden met de Lame Sonore. Ze heeft een nieuw element aan het instrument toegevoegd door het ontwikkelen van een speciale klankkast, waardoor de klank verbeterd werd. Op haar cd Angelo zijn ook enkele stukken opgenomen die op haar verzoek speciaal voor de Lame Sonore geschreven zijn.
Behalve zagisten die als solist optreden, zijn er ook spelers die onderdeel vormen van een ensemble; meestal betreft dit ensembles op het gebied van de lichte muziek. Er zijn dan ook talloze opnamen (zowel oude als meer recente) waarop de zaag in groepsverband te horen is.
Een betrekkelijk nieuw verschijnsel is het ontstaan van een aantal zagisten-verenigingen. In Californië zetelt de International Musical Saw Association (IMSA), die onder andere elk jaar in Santa Cruz een internationale bijeenkomst voor zagisten organiseert. Tijdens deze bijeenkomst wordt meestal een jamsessie gehouden rond het standbeeld van de zaagspeler Tom Scribner, een legendarische straatmuzikant. Dit beeld is vermoedelijk het enige standbeeld ter wereld voor een bespeler van de zingende zaag.
Verder is er in Frankrijk de Association Nationale Des Interprètes et Amis de la Lame Sonore (ANDIALS), in China de China Musical Saw Association, en in Japan de Japan Musical Saw Association. Deze laatste vereniging telt meer dan honderd leden, een teken dat ook in Japan de zaag een populair instrument is.

## Zaag-Literatuur
Omdat er slechts weinig oorspronkelijke muziek voor de zaag bestaat, speelt men in de meeste gevallen bewerkingen van bestaande stukken. Daarvoor zijn stukken die voor zang geschreven zijn over het algemeen het meest geschikt. Zangstukken hebben - in tegenstelling tot veel instrumentale stukken - meestal een beperkte toonomvang, en zijn dan gemakkelijk uitvoerbaar binnen de toonomvang van een zaag. Bovendien kunnen typisch instrumentale passages zoals snelle loopjes of grote toonsprongen moeilijk op een zaag gespeeld worden. Het is overigens niet helemaal juist dat alleen langzame muziek op een zaag uitgevoerd kan worden, zoals vaak wordt beweerd. Bij voldoende techniek zijn ook redelijk snelle stukken op het instrument mogelijk.
Binnen de genoemde beperkingen zijn er veel stukken uit de lichte en de klassieke muziek die geschikt zijn voor de zaag. Wat de lichte muziek betreft worden talloze populaire melodieën uit de jazz-, pop-, country- en volksmuziek gespeeld. Enkele veelgespeelde stukken uit de klassieke muziek zijn onder andere het "Ave Maria" van Schubert, Le Cygne van Saint-Saëns, Gymnopedie van Eric Satie en Lied an den Abendstern van Wagner.
Hoewel er dus zeer weinig muziek specifiek voor de zingende zaag geschreven is, bestaan er toch enkele composities waarin dit instrument een rol speelt. Allereerst zijn er opera's waarin passages voor de zaag voorkomen, zoals Œdipe van George Enescu, Antigone van Arthur Honegger, Elegie für junge Liebende van Hans Werner Henze, Schuhu van Udo Zimmermann en de Neus van Dmitri Sjostakovitsj. Verder zijn er ook enkele symfonische werken die een zaagpartij bevatten, o.a Stille und Umkehr van Bernd Alois Zimmermann.
Ten slotte zijn er ook enkele componisten die solostukken voor het instrument schreven, of ensemblestukken waarin de zaag een belangrijke rol vervult. Meestal zijn deze werken gemaakt in opdracht van (of geïnspireerd door) een vooraanstaande zagist(e). Zo hebben de Franse componisten Henri Sauguet, Charles Koechlin en Joseph Canteloube stukken voor Jacques Keller gecomponeerd. Voorbeelden uit recentere tijd zijn: Divinations by Mirrors, een stuk voor zaag en strijkorkest dat Michael Levine schreef voor Dale Stuckenbruck; An Intake of Breath, een werk voor zang, viool en zaag gecomponeerd door Jonathan Rutherford voor de zagiste Harriet Longman, en de stukken die de Duitse componist Anton Ruppert schreef voor zijn vrouw, de zagiste Anneliese Ruppert.

## Geluidsfragmenten
- Geluidsfragment (15 seconden, ogg, 220kB)